# Піґкассо
Піґкассо (англ. Pigcasso; квітень 2016, Кейп-Вайнлендс — березень 2024, Франсгук) — 700-кілограмова свиня з Південної Африки, чиї картини були продані за мільйони рандів по всьому світу. Піґкассо відома тим, що стала першою художницею-нелюдиною, яка отримала власну виставку, а також тим, що їй належить рекорд за найдорожчу роботу тварини, яку коли-небудь продавали. Вона також відома тим, що годинниковий бренд Swatch використав одну з її картин у своїй лімітованій серії годинників Flying Pig 2019 року.

## Життєпис

### Раннє життя
Піґкассо була свинею (Sus domesticus), яка народилася у квітні 2016 року на промисловому свинокомплексі в регіоні Вайнлендс у Західнокапській провінції, Південно-Африканська Республіка. Разом зі своєю сестрою Розі вона була врятована зі скотобійні в травні Джоанн Лефсон і доставлена до Farm Sanctuary SA у Франсгуку, некомерційного притулку для тварин, який Лефсон заснувала того ж року. Лефсон — колишня професійна гольфістка, яка недовго зустрічалася з Джоном Денвером і подорожувала світом із собакою Оскаром, якого вона взяла на виховання.

### Кар'єра
Коли Лефсон помітила, що свиня з'їла і знищила все, що було в її стійлі, окрім кількох пензлів, вона застосувала клікер-тренінг і техніку позитивного підкріплення, щоб навчити свиню тримати пензлик у роті та наносити фарбу на папір, закріплений на мольберті, що стояв перед нею. Вмочуючи пензлик у різні кольори, свиня почала створювати барвисті абстрактні картини в жовтні 2016 року, які Лефсон потім продала, щоб зібрати кошти для притулку. Кожну з робіт Піґкассо підписувала, вмочуючи кінчик свого носа в бурякове чорнило і торкаючись ним полотна.
Піґкассо та Лефсон стали першою колаборацією не-людина/людина, яка провела спільну художню виставку OINK, що відбулася на набережній V&A в Кейптауні у 2018 році. Згодом роботи Піґкассо були представлені на художніх виставках у Нідерландах (2021), Німеччині (2022), Великій Британії (2023) та Китаї (2023/24). Роботи Піґкассо вважаються абстрактно-експресіоністичними, а не фігуративними, і були продані за мільйони рандів колекціонерам по всьому світу. Три її найвідоміші роботи — «Пінгвін», «Сніговик» і «Миша», кожна з яких була продана за $5 000 у 2021 році. Картина із зображенням принца Гаррі, продана іспанському покупцеві за 2 350 фунтів стерлінгів у 2021 році. Роботи Піґкассо були у Джейн Ґудолл, Рафаеля Надаля, Еда Вествіка та Джорджа Клуні. 13 грудня 2021 року робота Піґкассо була продана за 20 000 фунтів стерлінгів, що стало рекордною ціною для твору мистецтва, створеного твариною. Полотно розміром 1,6 м × 2,6 м (5,2 фута × 8,5 футів) під назвою «Дикі та вільні» придбав німецький колекціонер Пітер Ессер, затьмаривши 14 000 фунтів стерлінгів, які американський колекціонер Говард Гонґ заплатив за картину шимпанзе Конго. До моменту своєї смерті Лефсон продала картини Піґкассо на суму понад 1 мільйон доларів, а вторговані кошти пішли на утримання заповідника, де вона жила.
Вона також з'явилася в рекламі до 60-річчя Nissan Skyline (2017), а у 2020 році була випущена лінійка вин «Pigcasso», виготовлених з винограду, який росте на фермі-заповіднику, де вона жила.
Протягом свого життя Піґкассо була показана на різних світових медіаканалах. Її подвиги висвітлювалися на Saturday Night Live, ABC, NBC, CBS, CNN, National Geographic, Sky News та BBC. Піґкассо також з'являлася в прямому ефірі шоу Джеремі Вайна у 2020 році та в таких виданнях, як газета The Times і Der Spiegel. У серпні 2023 року в Лондоні вийшла книга про життя Піґкассо під назвою «Піґкассо. Свиня, яка врятувала заповідник», з передмовою Джейн Ґудолл.